# T’ongdo sa
T'ongdo sa (통도사, Przejście do oświecenia) – jeden z najstarszych klasztorów buddyjskich w Korei. Obecnie jest on także muzeum z wieloma obiektami związanymi z historią buddyzmu koreańskiego, a tym sam i koreańskiej kultury. Klasztor ten jest jednym z trzech – obok Haein sa i Songgwang sa – klasztorów należących do tzw. Klasztorów trzech skarbów i równie ekskluzywnej grupy ch'ongnim, skupiającej pięć klasztorów. Kompleks klasztorny składa się z 65 budynków, co czyni go największym w Korei.

## Historia
Klasztor ten został wybudowany w 646 r. przez mistrza buddyjskiego Chajanga Yulsę. W 636 r. udał się on do Chin studiować buddyzm. Powrócił do królestwa Silli z buddyjskimi tekstami oraz relikwiami Buddy, które zgodnie z wierzeniami otrzymał od bodhisattwy Mandziuśriego. Były to: szata Buddy, jego żebracza miska, ząb oraz kość z jego czaszki.
Część tych relikwii została przez niego umieszczona na Diamentowej Platformie w stupie-relikwiarzu (kor. Sokkasarit'ap – Stupa śarir Siakjamuniego) w kształcie dzwonu. Z tego powodu klasztor ten w systemie Klasztorów trzech skarbów jest klasztorem skarbu Buddy. Jego szczątki są najważniejszym miejscem kultu w klasztorze, większym od jego posągu. Stupa ta jest widoczna przez okno głównego Gmachu Buddy. Dlatego też nie zawiera on posągu Buddy, co jest ewenementem w klasztorach koreańskich.
Druga część relikwii została przez niego umieszczona w klasztorze Hwangnyong i dlatego oba klasztory uważane są za "klasztory braterskie".
Klasztor ten uważany był za najważniejszy w zjednoczonej Silli i Goguryeo, czyli w okresie, gdy buddyzm był religią państwową. Sam Chajang rozwinął buddyzm w Silli i stworzył jego mocne formalne podstawy. Rozpoczął w tym klasztorze wyświęcanie mnichów, co jest kontynuowane do dziś. Jego wpływ był tak wielki, że uważa się, iż 80% rodzin tego kraju przyjęło wtedy 5 wskazań buddyjskich. T'ongdo był także wyróżniającym się klasztorem w okresie panowania antybuddyjskiej dynastii YI (Joseon (XIV-XX w.)
Pod koniec XVII w. klasztor uległ pożarowi, z którego ocalał tylko gmach Taeungjŏn. Wkrótce klasztor został odbudowany.
W 1906 roku przybył do Korei kapłan szkoły shingon Unshō Shaku (1827–1906), który pragnął aby władca Korei oraz rząd przyjęli stałą sponsorowaną przez państwo politykę wobec buddyzmu. Sugerował także, iż priorytetem powinno być ustanowienie Instytutu Badawczego Buddyzmu, który podjąłby się przedstawiania spraw związanych z naukami buddyzmu, regułami monastycznymi i oddziaływaniem buddyzmu na państwo. Unshō postanowił odwiedzić dwa wiodące klasztory koreańskie: T'ongdo i Haein. W T'ongdo sa spotkał się z grupą mnichów koreańskich, takich jak m.in. Kim Yongsŏng (opat T'ongdo sa), Hyegyŏn i Chang Pŏbun. W tym samym czasie w klasztorze przebywał także Enshin Okumura (1843–1913), misjonarz z Higashi Hongan-ji ze szkoły Jōdo-shinshū, który pracował nad przemienieniem klasztoru na świątynię własnej tradycji. Na początku 1907 roku w klasztorze przebywał mistrz zen szkoły sōtō i misjonarz - Mokuzen Hioki (1847–1920).
Wkrótce w klasztorze powstały trzy grupy mnichów: pierwsza grupa szukała protekcji w tradycji Jōdo-shū, druga - w Higashi Hongan-ji oraz trzecia - w szkole sōtō. Wszystko to dlatego, iż T'ongdo sa był najlepiej prosperującym klasztorem w Korei i dla japońskich misjonarzy byłby cennym nabytkiem.
W 1908 roku do klasztoru przybył misjonarz Jōdo-shū Kōtan Saibi, aby uczynić z tego klasztoru oficjalną filię szkoły Czystej Krainy, jednak został wypędzony przy użyciu siły przez mnicha z Wŏnjong - Kanga Taeryŏna (1875–1942).
W 1910 roku Patriarcha Yi Hŏgwang rozpoczął projekt wybudowania świątyni w centrum Seulu (Chogye sa), która służyłaby jako główna kwatera koreańskiego buddyzmu, jednak potrzebne były pieniądze. Uzgodnił więc z przedstawicielami klasztoru T'ongdo, że jeśli władze zaaprobują Wŏnjong, to wtedy Yi uczyni z tego klasztoru główny klasztor Korei. Jednak ministerstwo nie zgodziło się na Wŏnjong i Patriarcha Yi nie otrzymał pieniędzy od klasztoru.
Klasztor ten jest 15 parafialną świątynią Korei. Stąd zarządza się 92 klasztorami.

## Położenie
Klasztor położony jest w Yangsan, na północ od Pusan, drugiego co do wielkości miasta Korei. Cały kompleks znajduje się u podnóża góry Yongch'uk, co jest koreańską nazwą góry Gṛdhrakuta (góra Sępa) w Indiach, na której Budda wygłosił Sutrę Lotosu.

## Ważniejsze obiekty klasztoru
- Główny gmach Taeungjŏn. Jego budowa podkreśla to, że klasztor jest reprezentantem skarbu, którym jest Budda. Wewnątrz znajduje się ołtarz, jednak nie ma tam żadnych wyobrażeń Buddy. Tylna ściana ma zupełnie nietypowe "okno", przez które widać stupę-relikwiarz ze szczątkami Buddy. Strop pokryty jest zawiłym wzorem z namalowanych chryzantem. Skarb Narodowy nr 144.
- Diamentowy Ołtarz Wskazań. Jest on widoczny z "okna" w tylnej ścianie Taeungjŏnu, gdyż właśnie na nim znajduje się stupa-relikwiarz ze szczątkami Buddy. Ogrodzenie ozdobione jest smokami i chmurami. Znajdują się tam także wyrzeźbieni w granicie obrońcy buddyzmu. Oprócz tych, w każdym z rogów znajdują się posągi czterech obrońców. Jest to centralny obiekt kultu w klasztorze.
- Gmach Youngsanjŏn. W tym budynku znajduje się mural z XVIII w. ukazujący sceny z Sutry Lotosu. Jest to cenny kulturalny obiekt Południowej Prowincji Gyeongsang nr 203
- Trzykondygnacyjna kamienna stupa zbudowana pod koniec okresu Silli. Cenny obiekt prowincji nr 18.
- Purimun (Brama niedualności; skt advaita). Ostatnia brama do klasztoru. Symbolizuje jedność wszystkich rzeczy w uniwersum. Została wybudowana za pan. króla Chungnyŏla z Goryeo i przebudowywana od tego czasu kilkakrotnie.
- Brama Czterech Obrońców. Jest to środkowa brama klasztoru.
- Iljumun. Brama jednofilarowa; jest to wejściowa brama symbolizująca skupiony umysł.
- Yonghwajŏn. Gmach Maitrei. Oryginalnie wybudowany w czasie dynastii Goryeo za pan. króla Kongmina. Została odbudowana za pan. króla Yongjo z dynastii Joseon. Znajduje się w nim posąg Majtrei. Wnętrze udekorowane jest wyobrażeniami smoków.
- Kaplica Chajanga. Została wybudowana w 1727 r.
- Wielki gmach Światła wybudowany ok. 600 lat temu.
- Muzeum klasztorne z dużym zbiorem drogocennych zabytkowych eksponatów (30,000) oraz malowideł (600).
- Schody Diamentowe (Kŭmgang) w pobliżu stupy-relikwiarza.
- Do klasztoru należy 13 pustelni (kor. am), z których największa – Ch'uiun – posiada centrum medytacyjne i miejsce na odosobnienia. Inne pustelnie to: Kŭngnak am, Piro am, Panya am, Ch'wiseo am, Pomun am, Muryang am, Kŭmsu am, Kwaneŭm am, Seokch'ug am, Jajang am, Samyeong am, Sŏun am, Paeknyŏn am i Ongnyŏn am
- Sŏnwon. Budynek medytacyjny (sŏn).
- Szkoła buddyjska
- "Bezwietrzny" most. Do większości klasztorów w Korei prowadzą mosty, które symbolizują obmycie się przy przejściu ze świata profanum do świata sacrum.
- Kuryongji (Staw 9 Smoków). Znajduje się za Taeungjeonem pomiędzy budynkami Yaksojeon i Chosajeon (zob. "Legenda").
- Yonghyŏram (Skała Smoczej Krwi), ok. 100 m od wejścia do klasztoru (zob. "Legenda").

## Legenda
W miejscu, w którym miał stanąć klasztor, znajdował się wielki staw, w którym przebywało 9 smoków. Mimo tego, że mistrz Chajang modlił się i śpiewał buddyjskie teksty, nie chciały one opuścić tego miejsca. W końcu Chajang napisał na skrawku papieru chiński znak "ogień" i rzucił go w powietrze nad stawem. Woda w nim zaczęła się gotować. Trzy smoki uciekając, zdezorientowane rozbiły się o pobliską skałę. Pięć smoków poleciało na południe do doliny zwanej obecnie Oryonggok (Dolina 5 Smoków). Ostatni ze smoków pozostał oślepły w stawie i przyrzekł Chajangowi bronić klasztoru.

## Adres klasztoru
- 108 Tongdosa-ro, Habuk-myeon (583 Jisan-ri), Yangsan, Gyeongsangnam-do, Korea Południowa

## Galeria

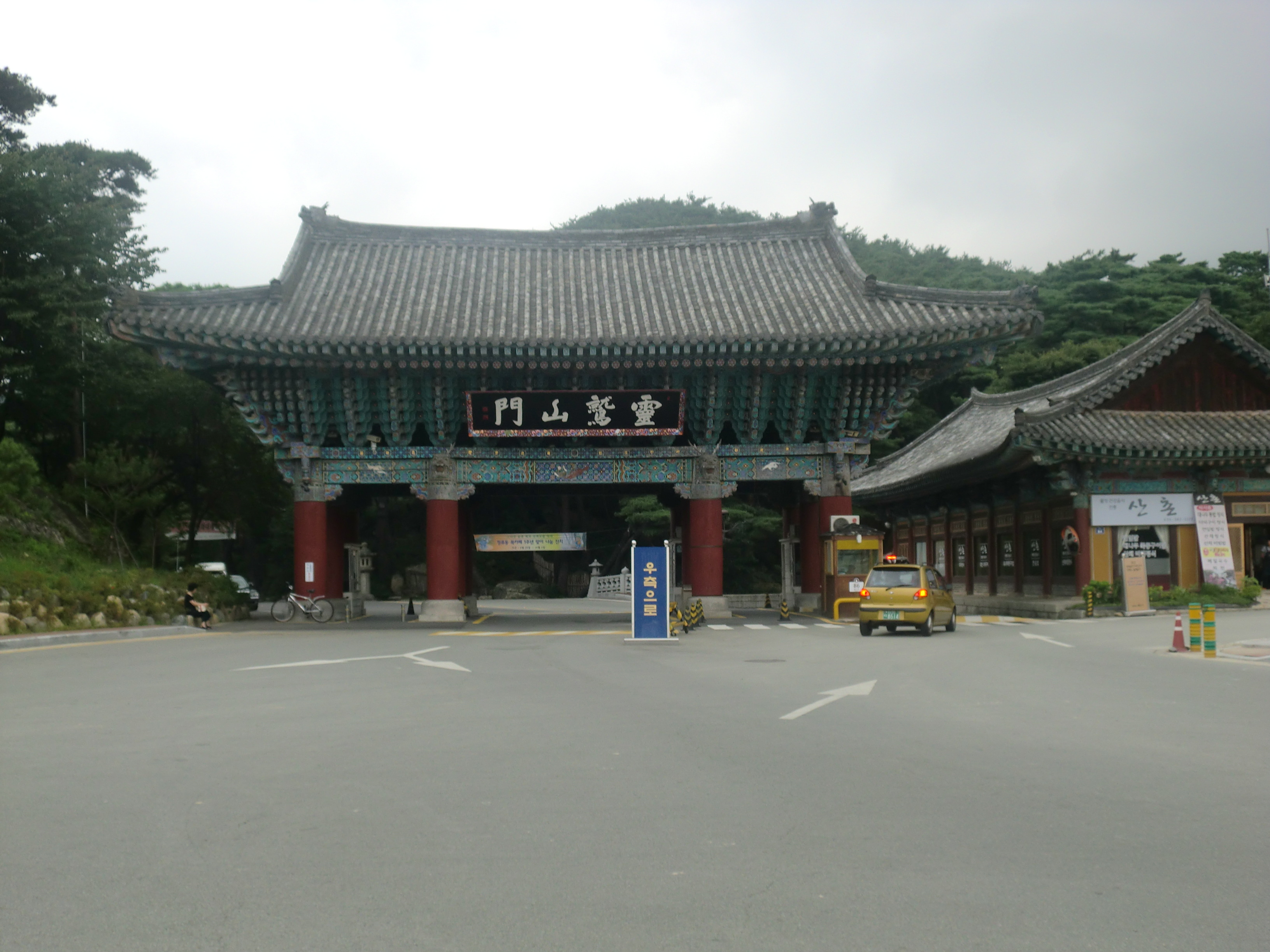
Brama
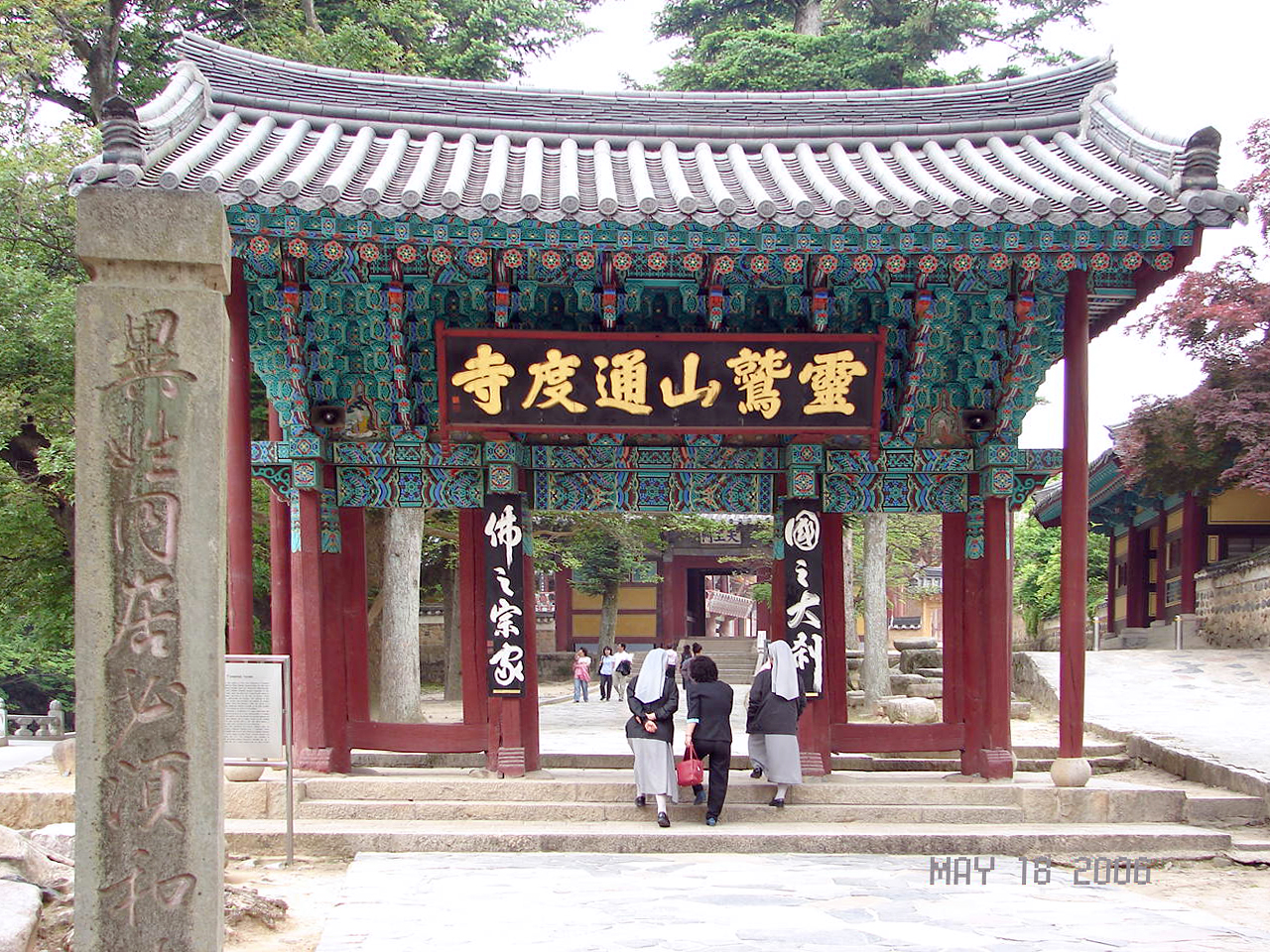
Brama wejściowa (1-filarowa)
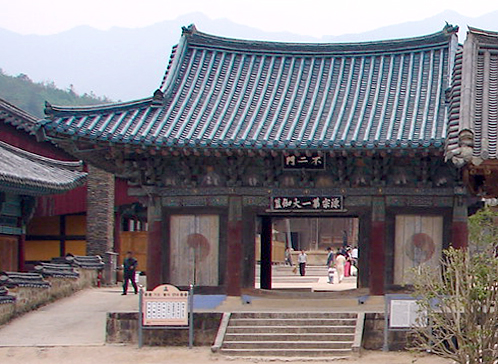
Brama Purimun
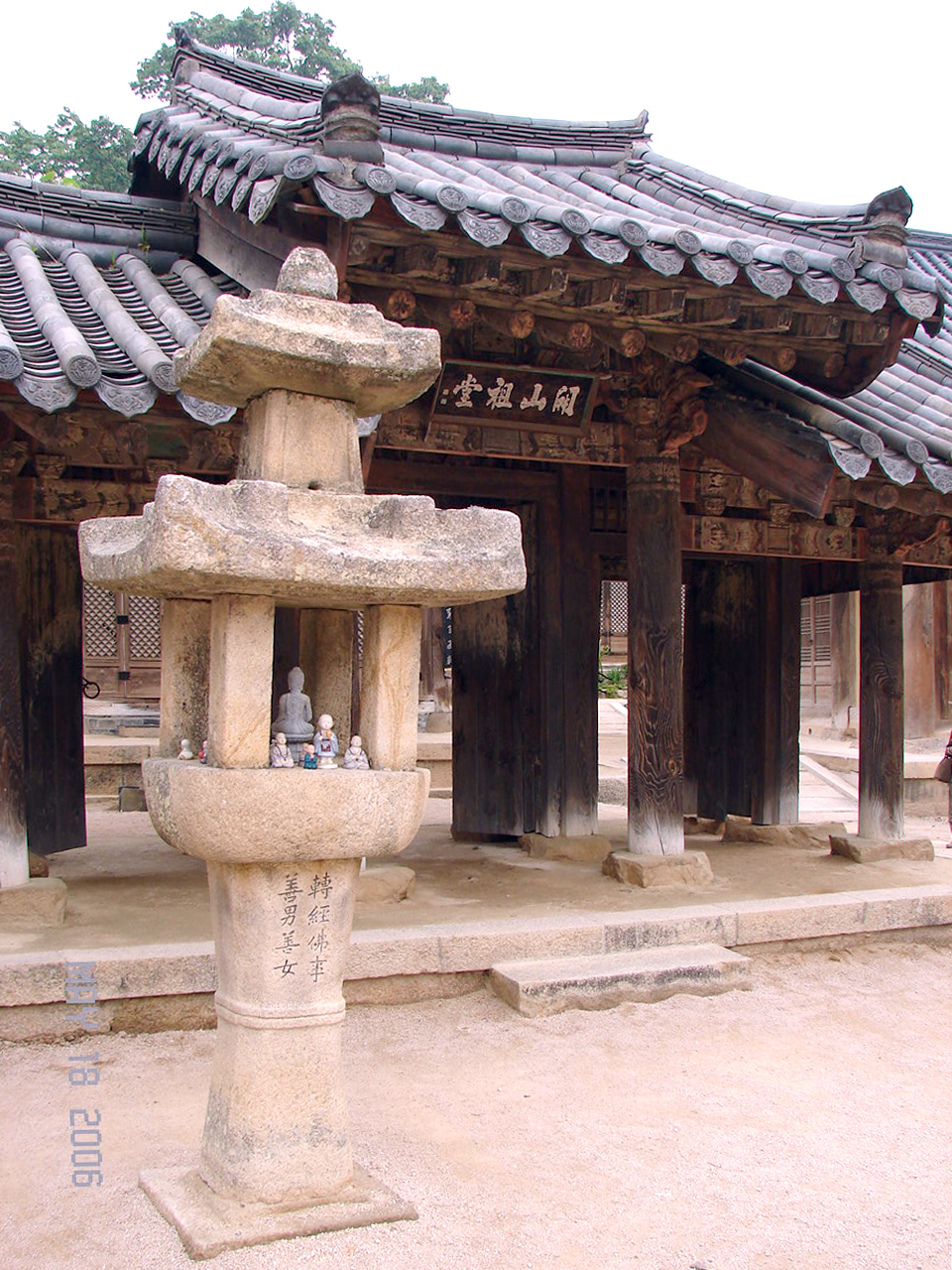
Latarnia i ostatnia(?) brama
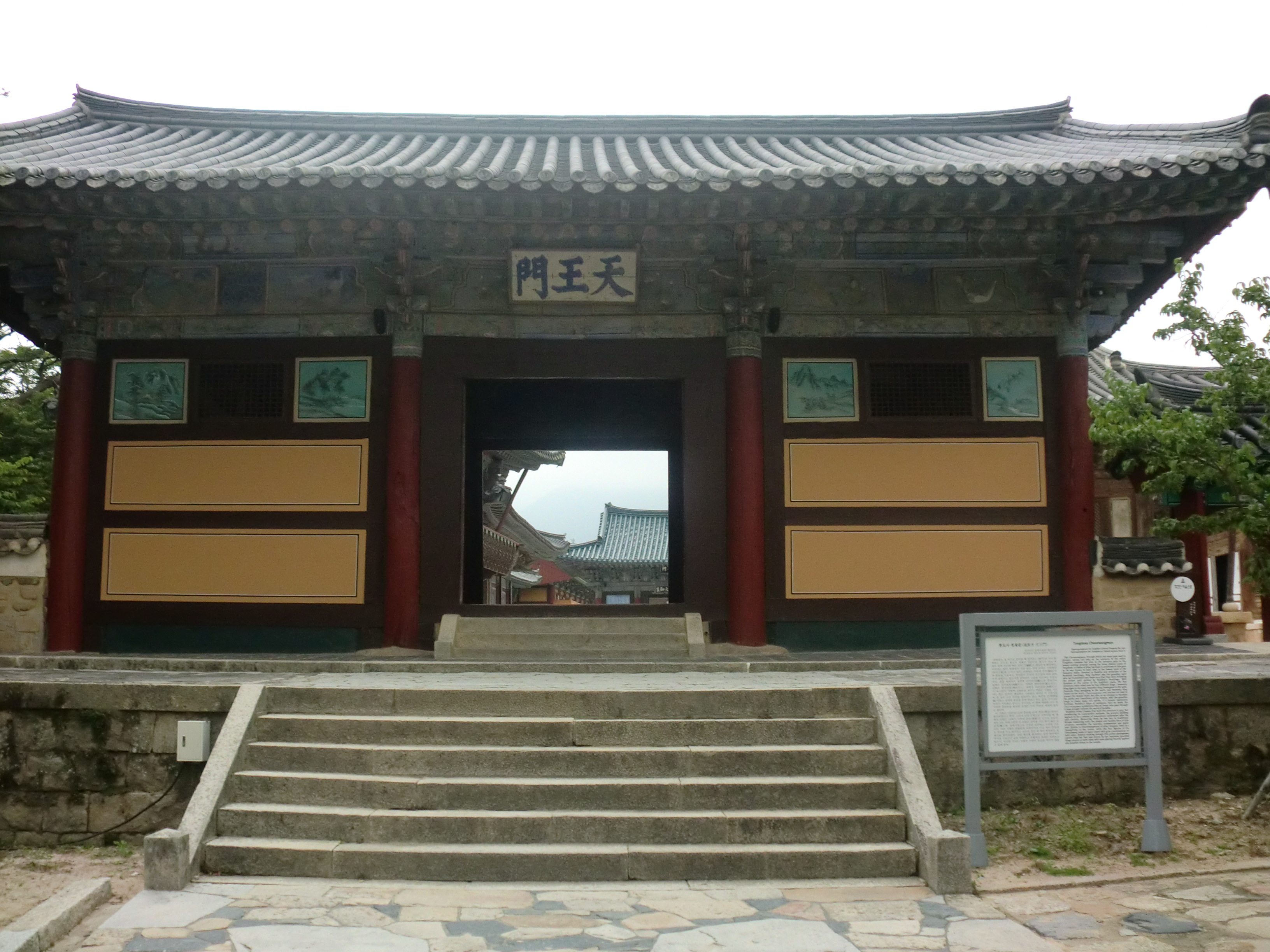
Brama Ch'ŏnwangmun
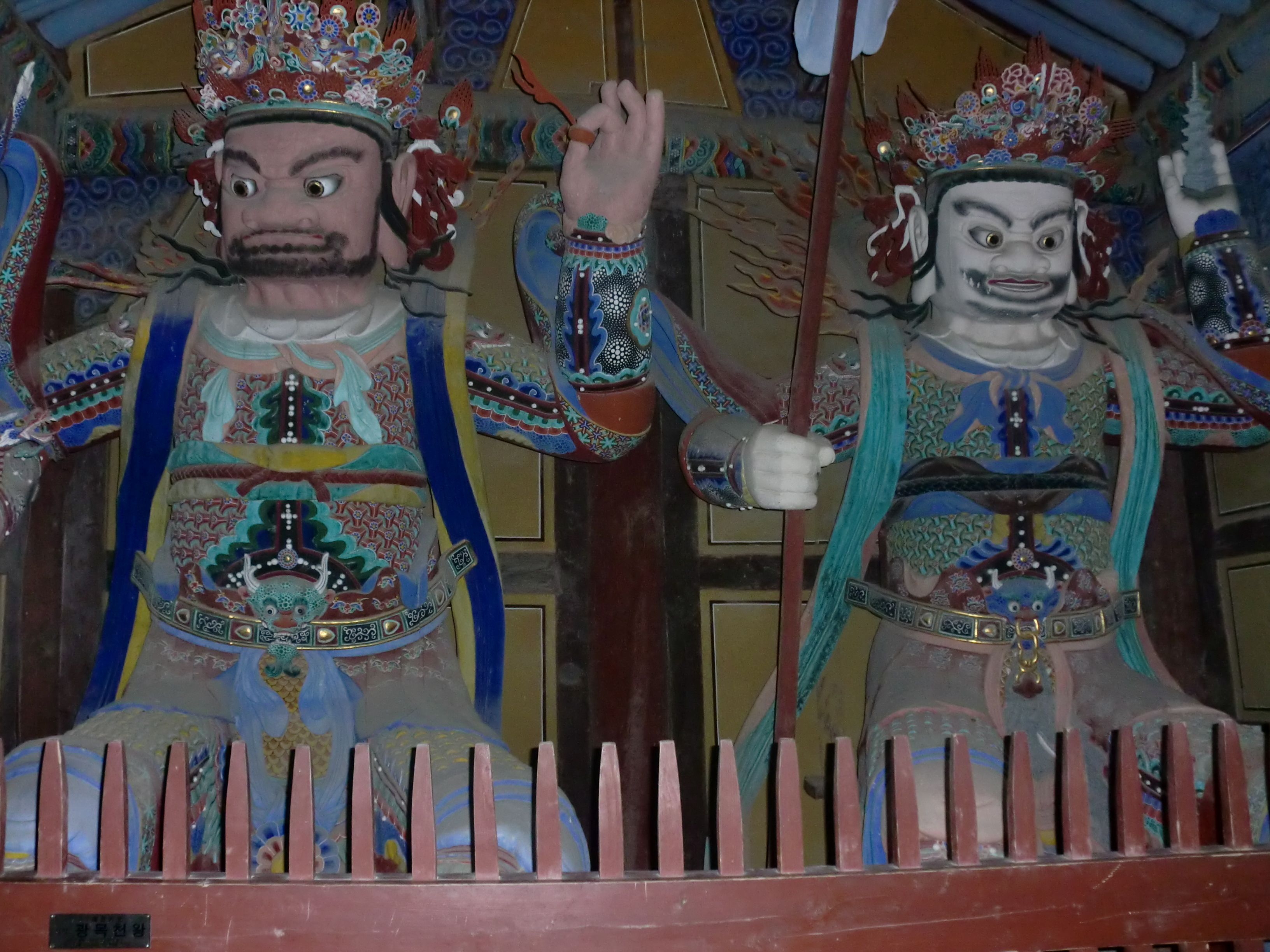
Straznicy z bramy Ch'ŏnwangmun
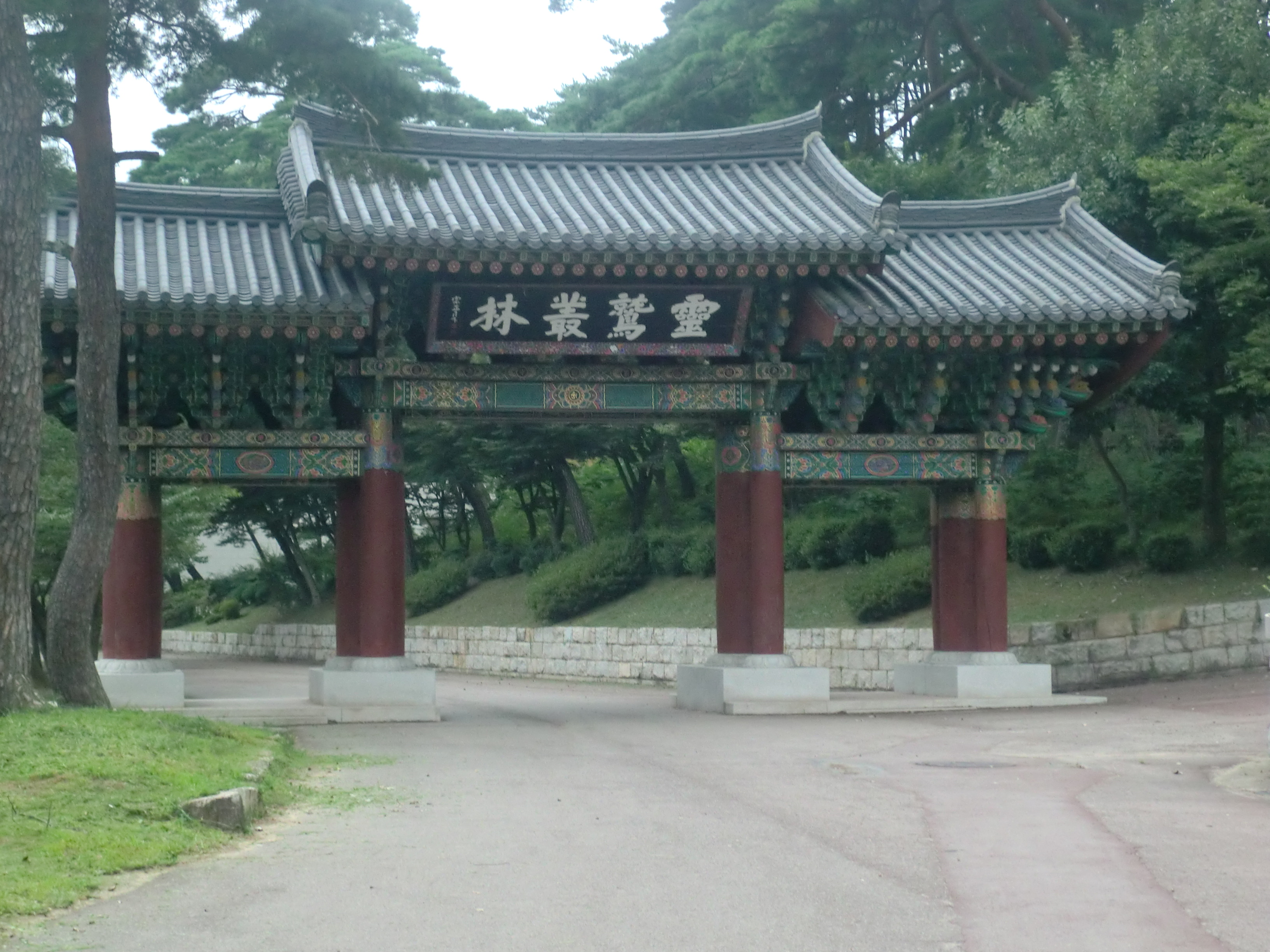
Brama Yŏngchuichongnim
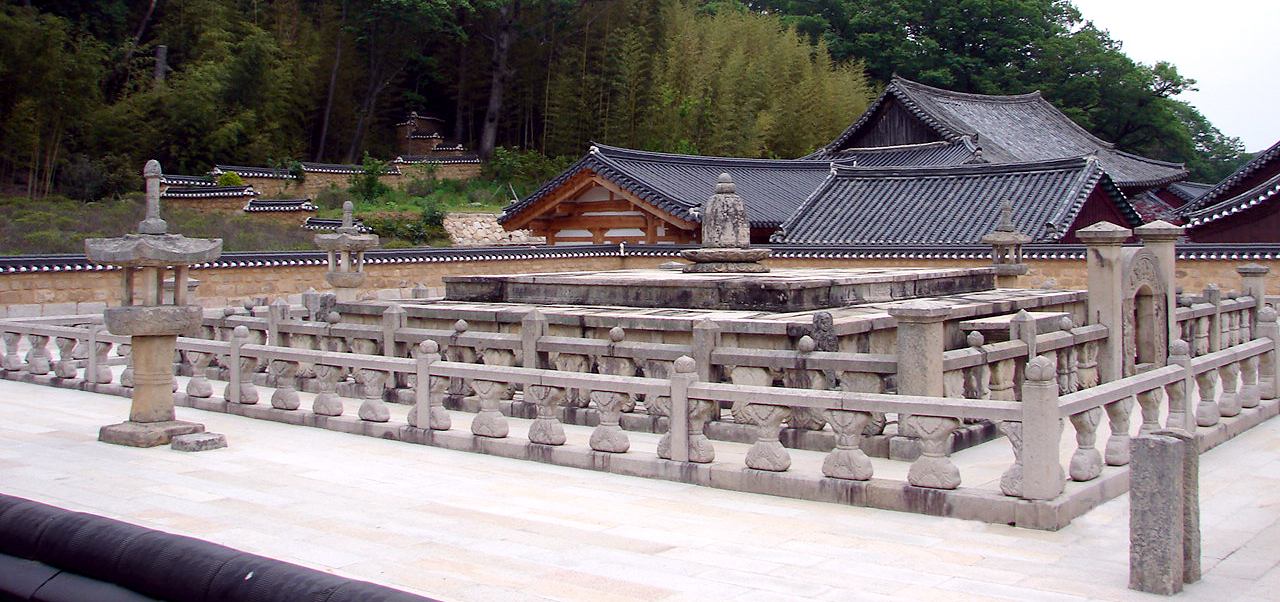
Stupa-relikwiarz
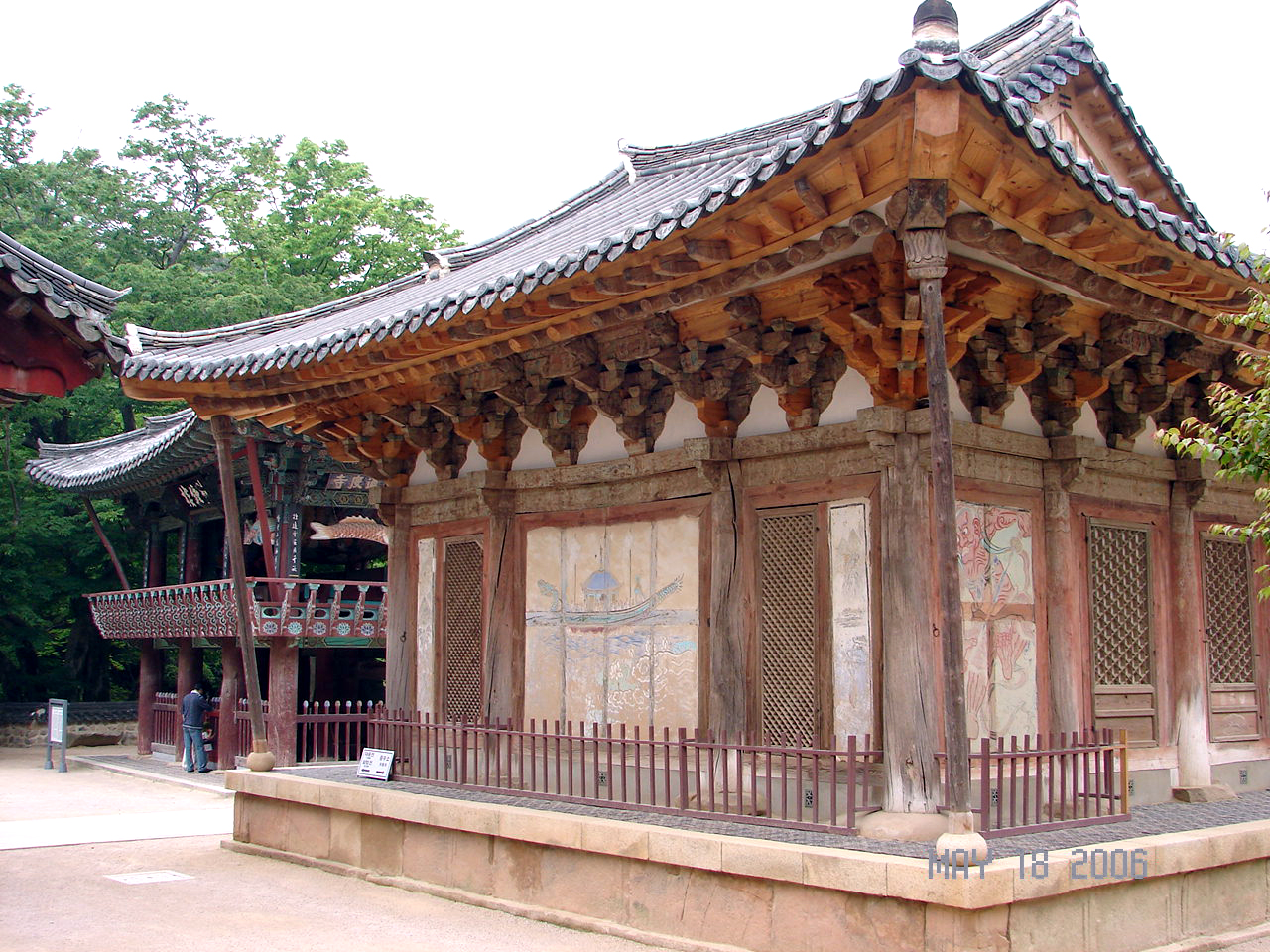
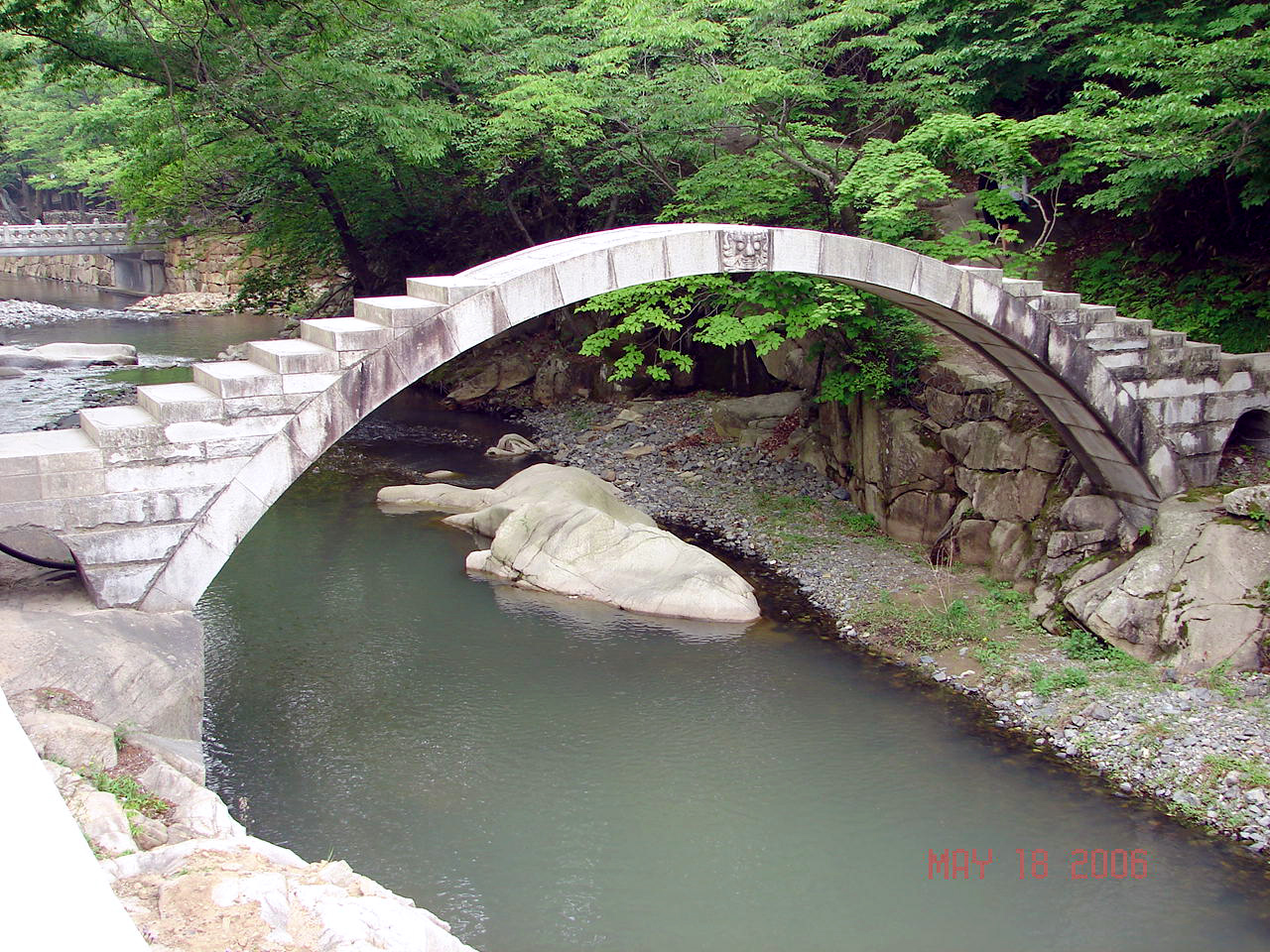
Jeden ze słynnych mostów klasztoru
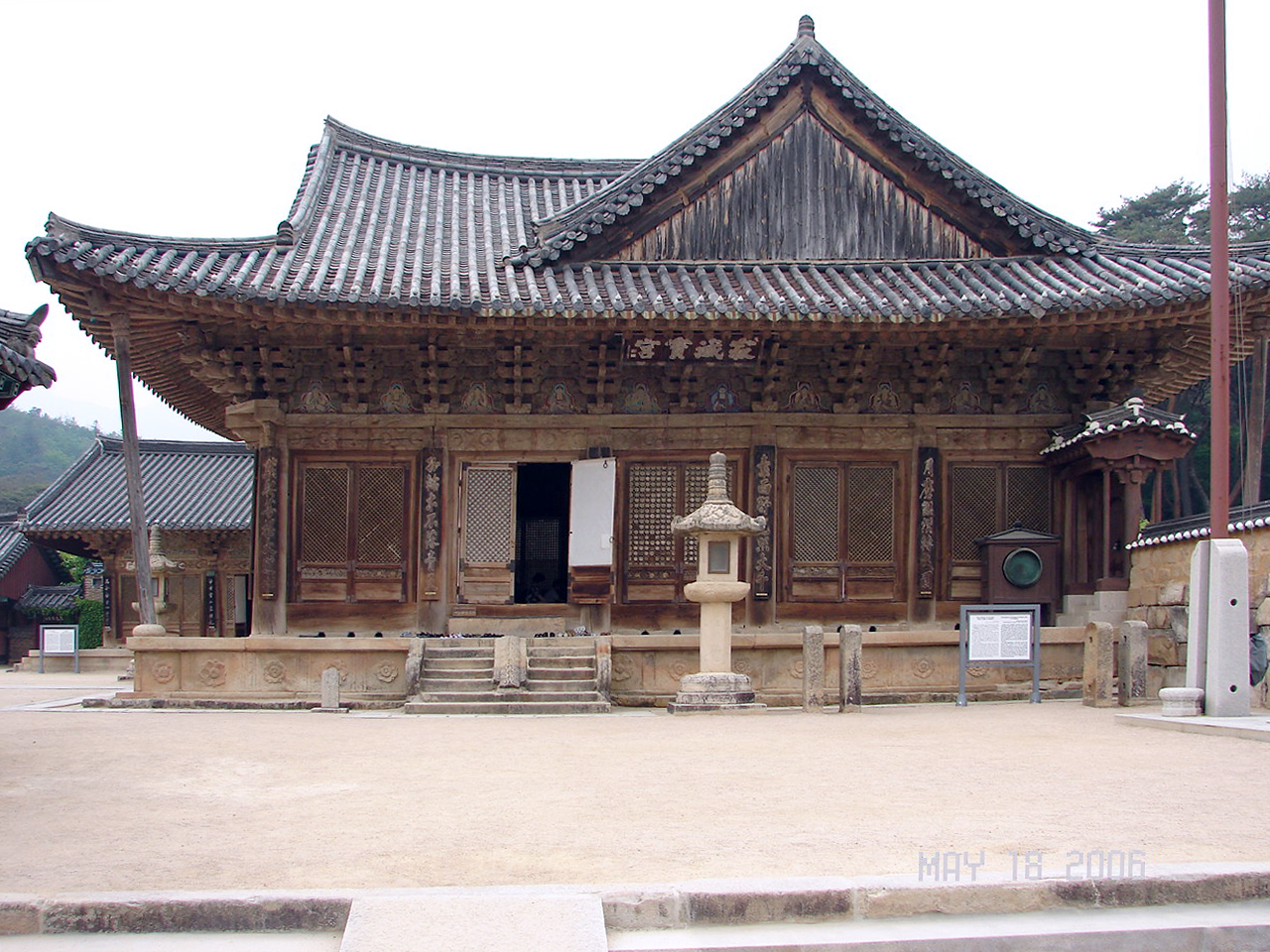
T'aeungjŏn – główny budynek klasztoru
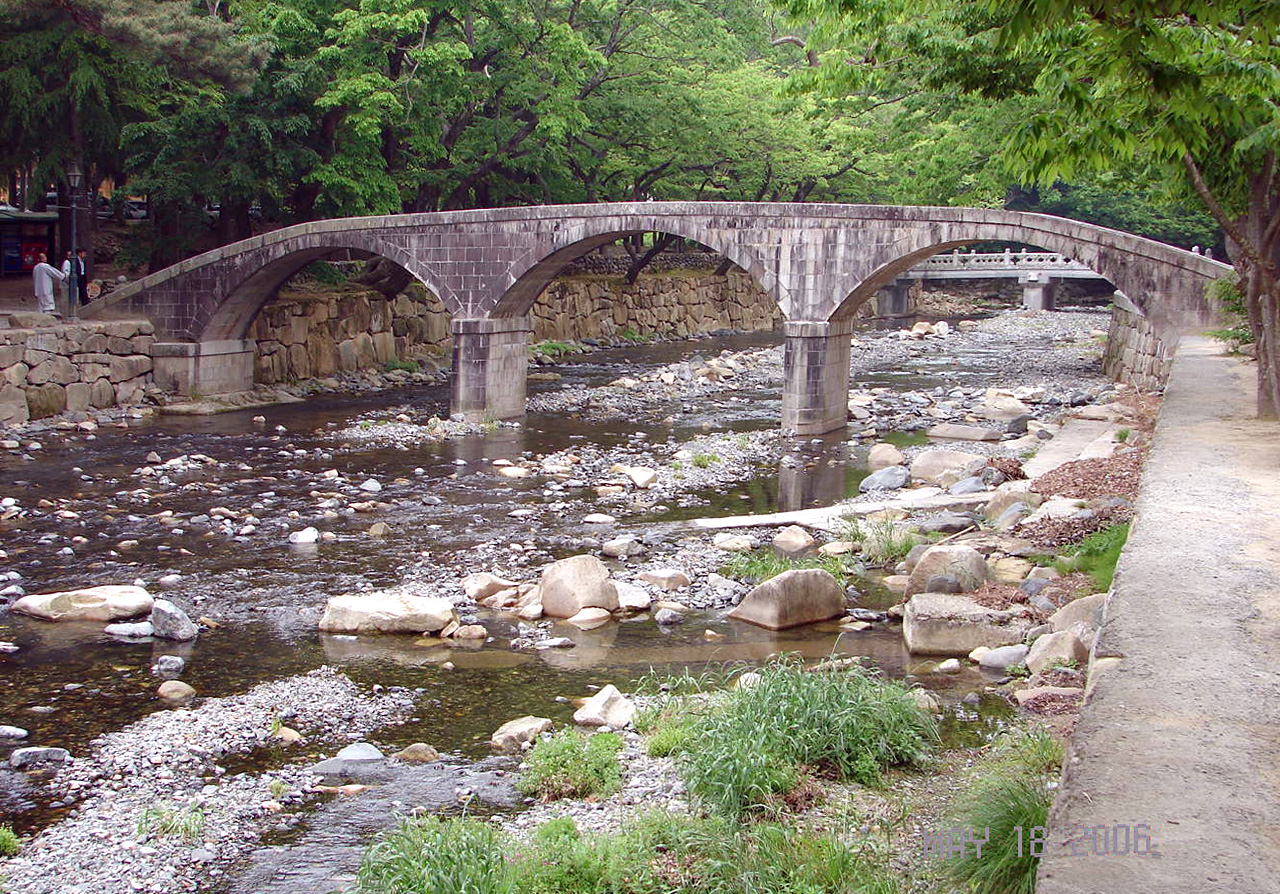
Jeden z mostów
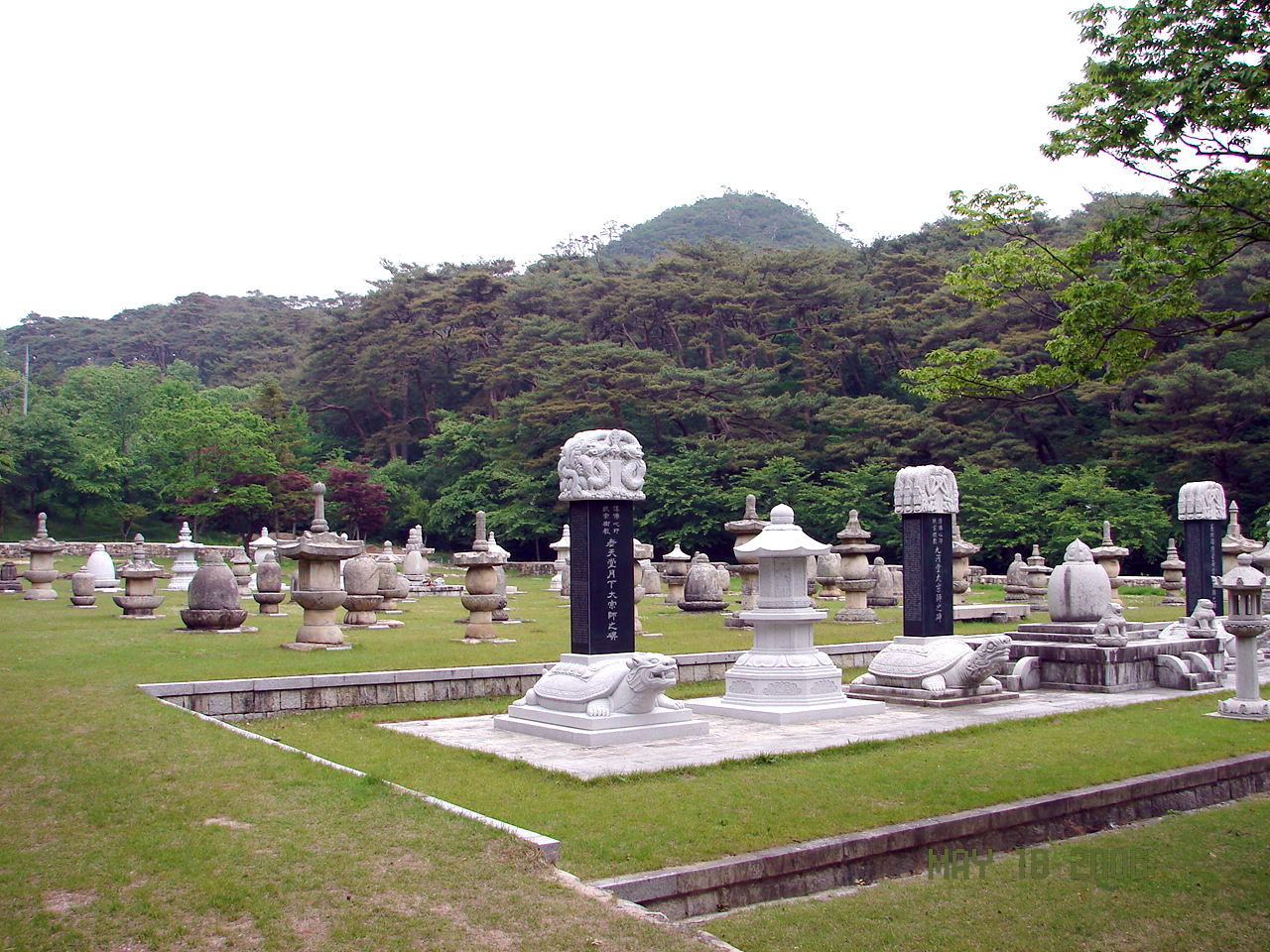
Nekropolia klasztorna - stupy
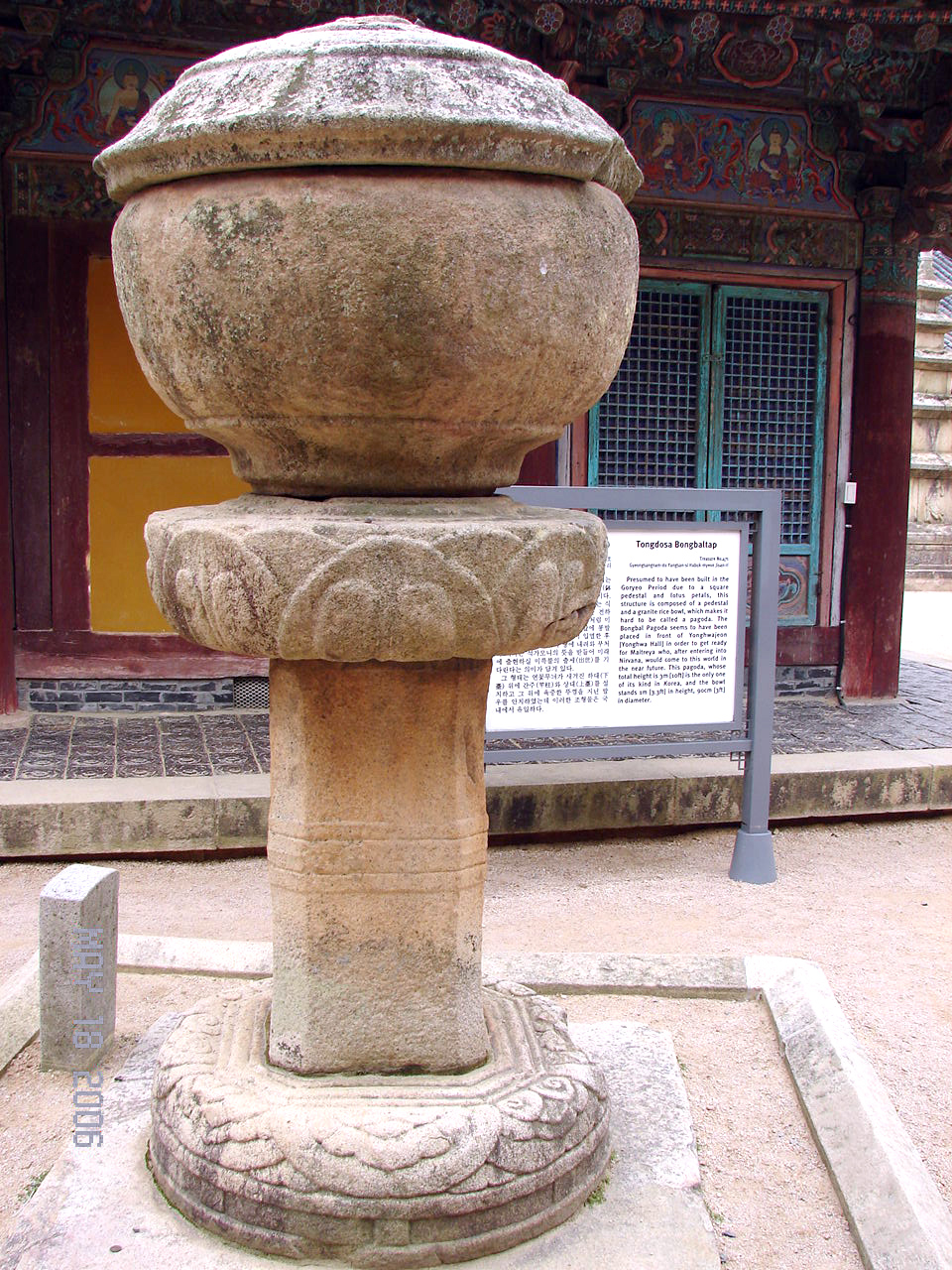
kamienna latarnia
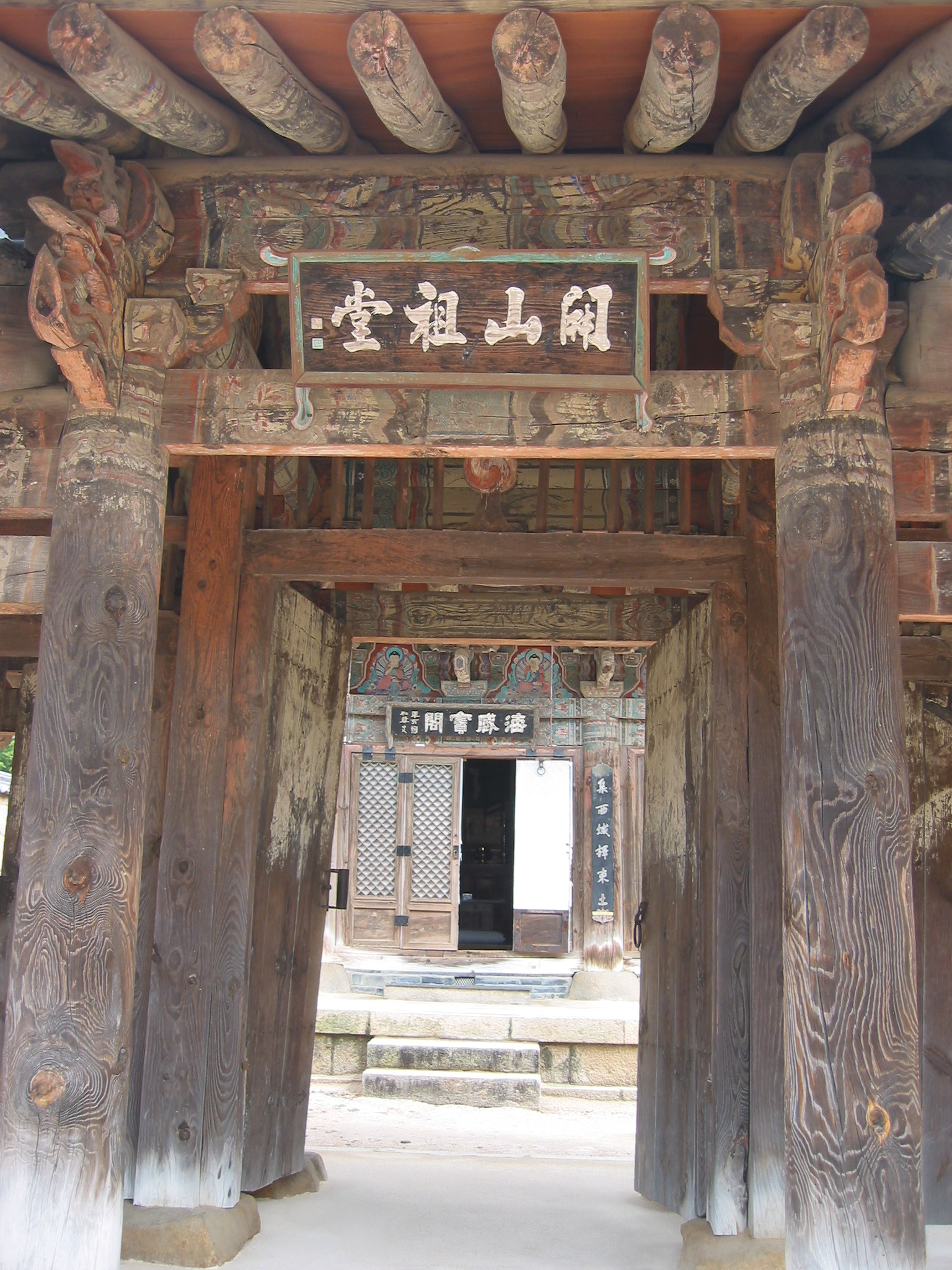
Gaesanjodang
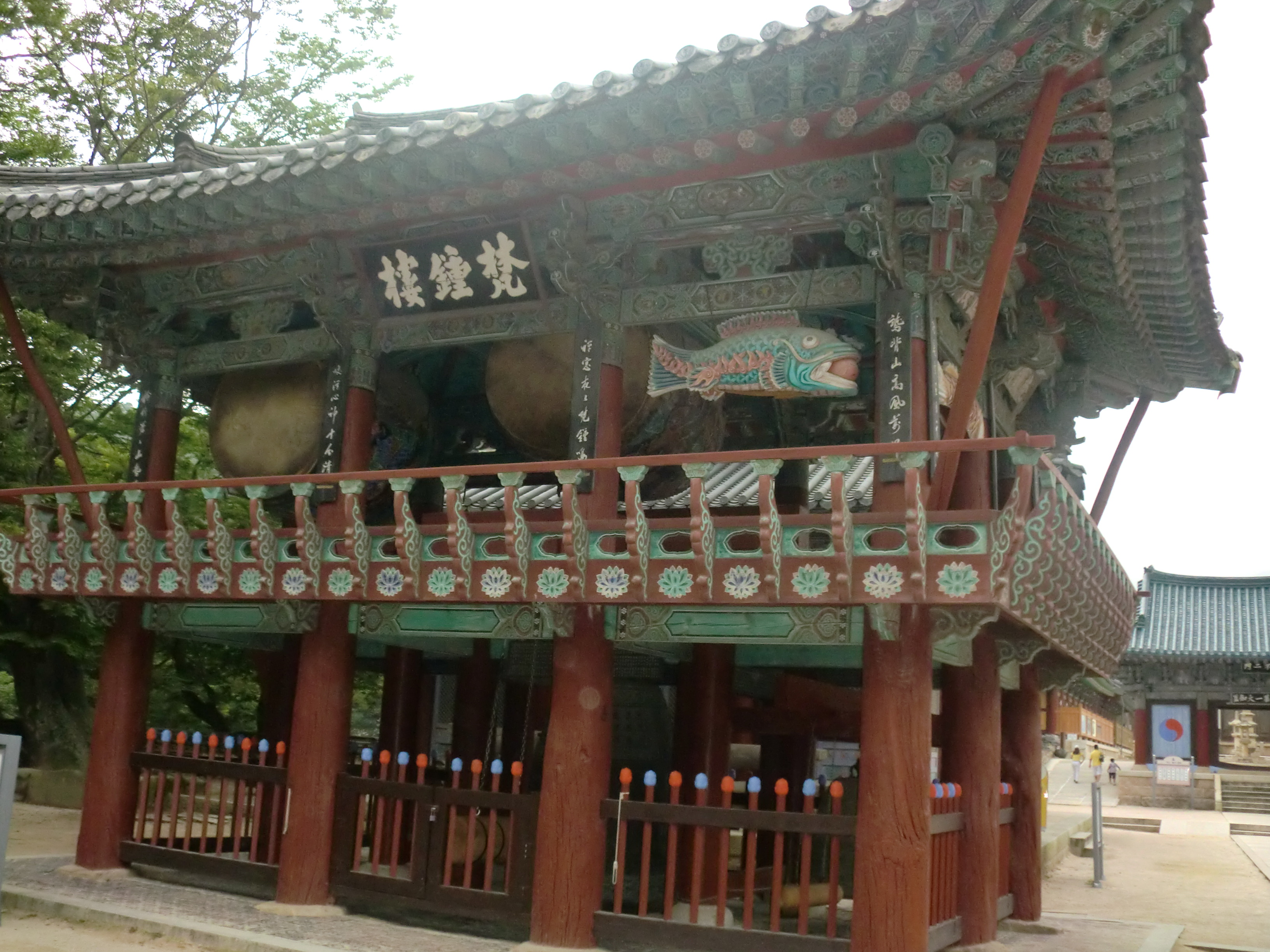
Wieża bębna i dzwonu
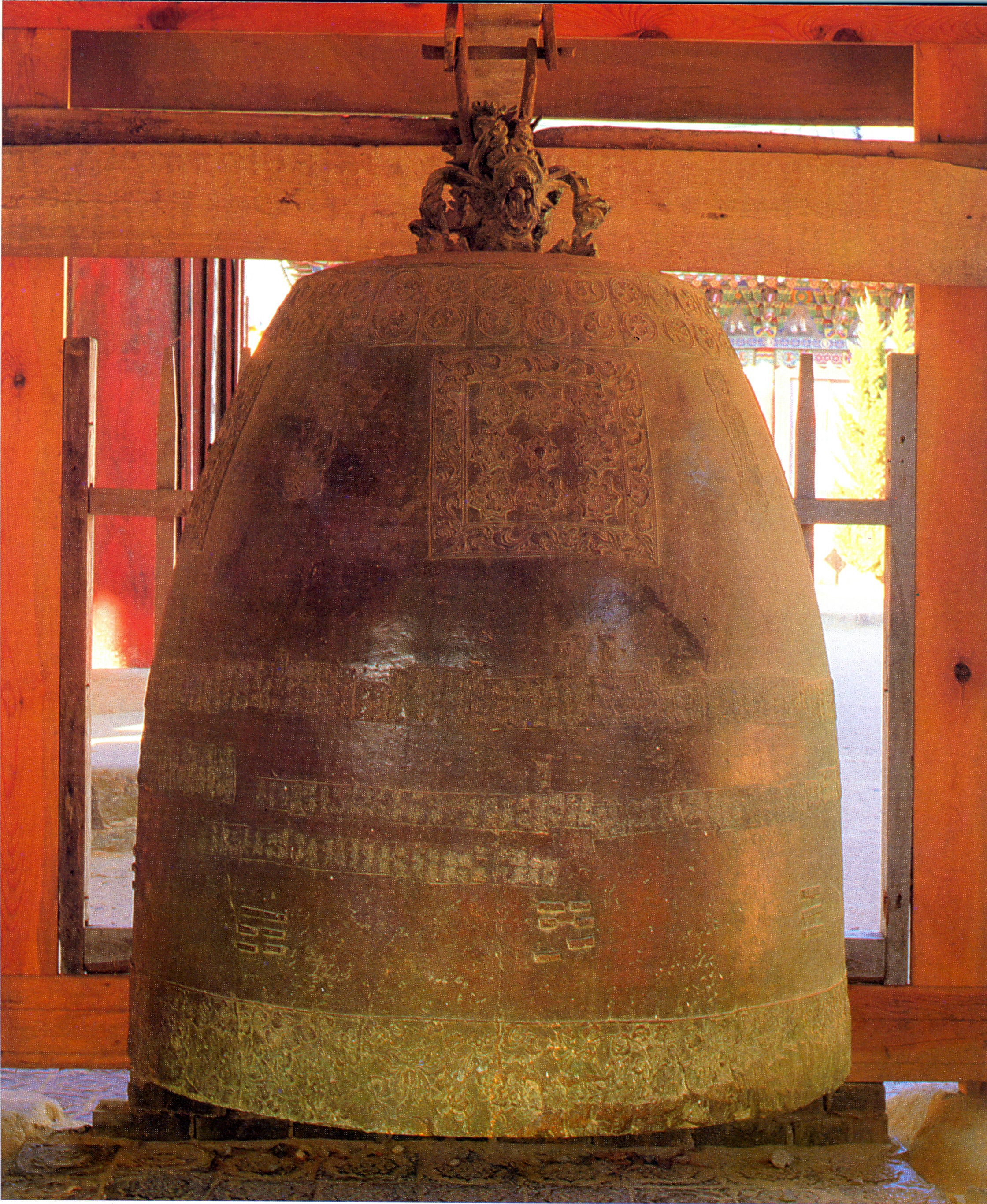
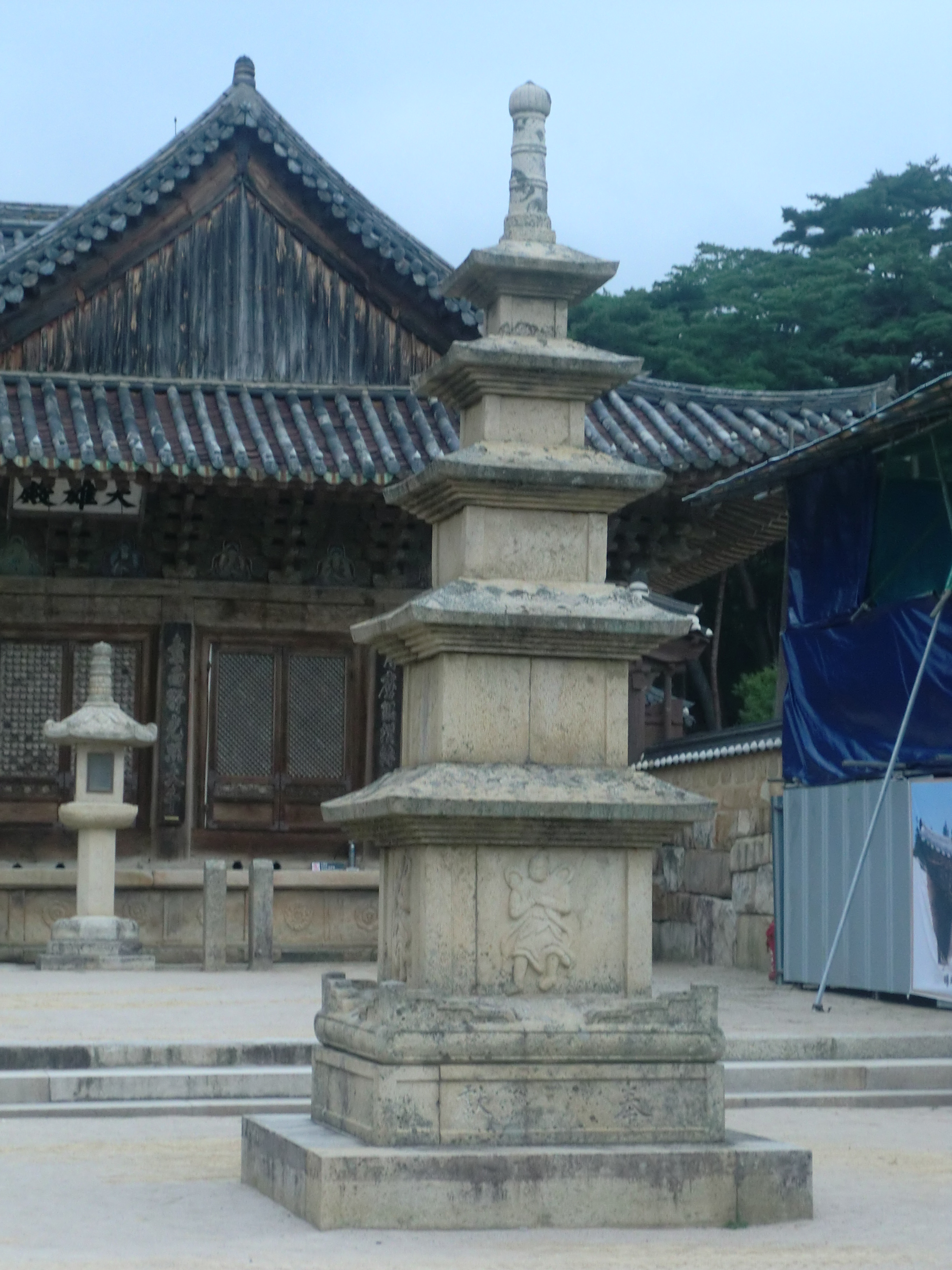
Stupa
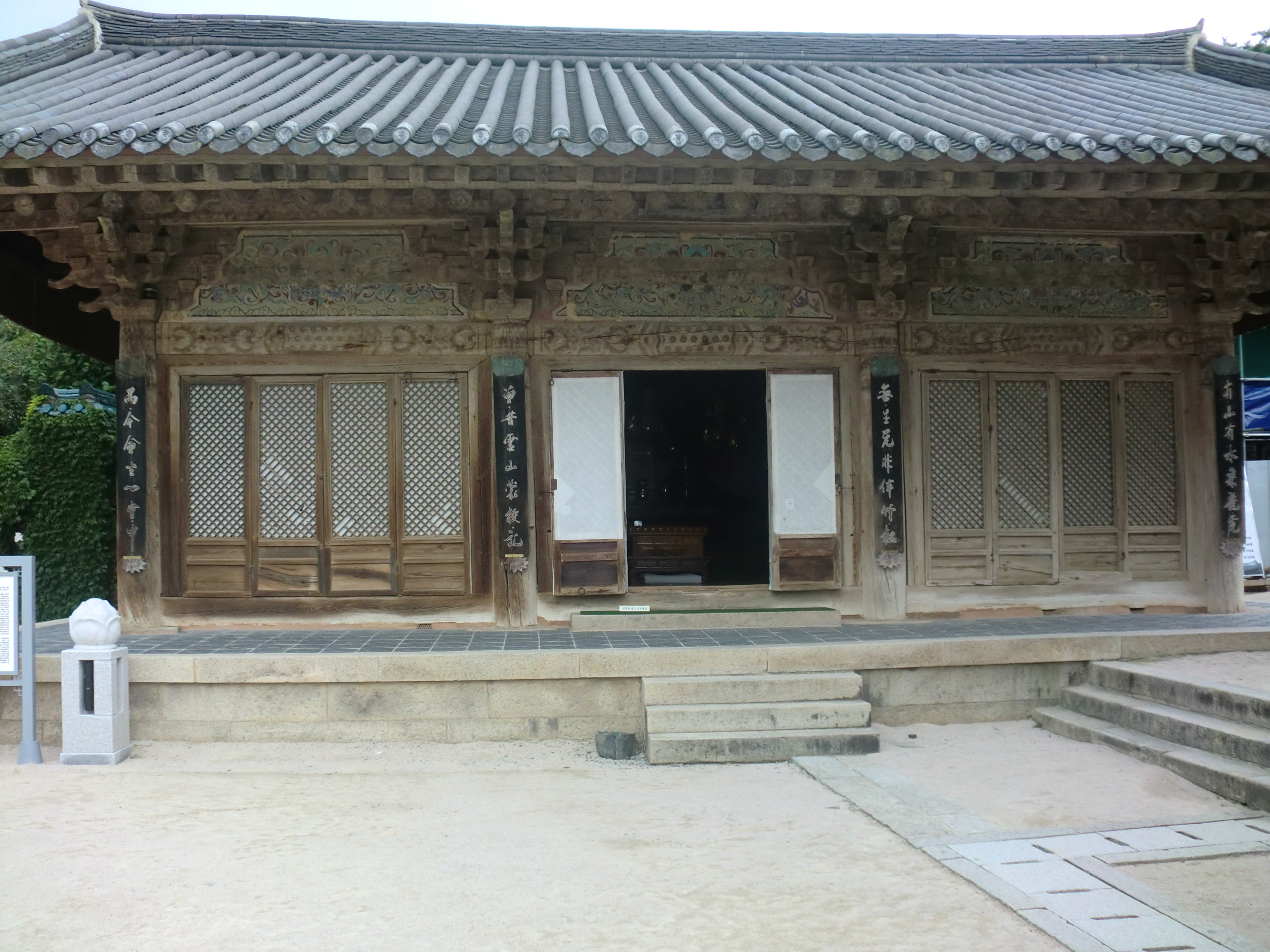
Ŭngjinjŏn
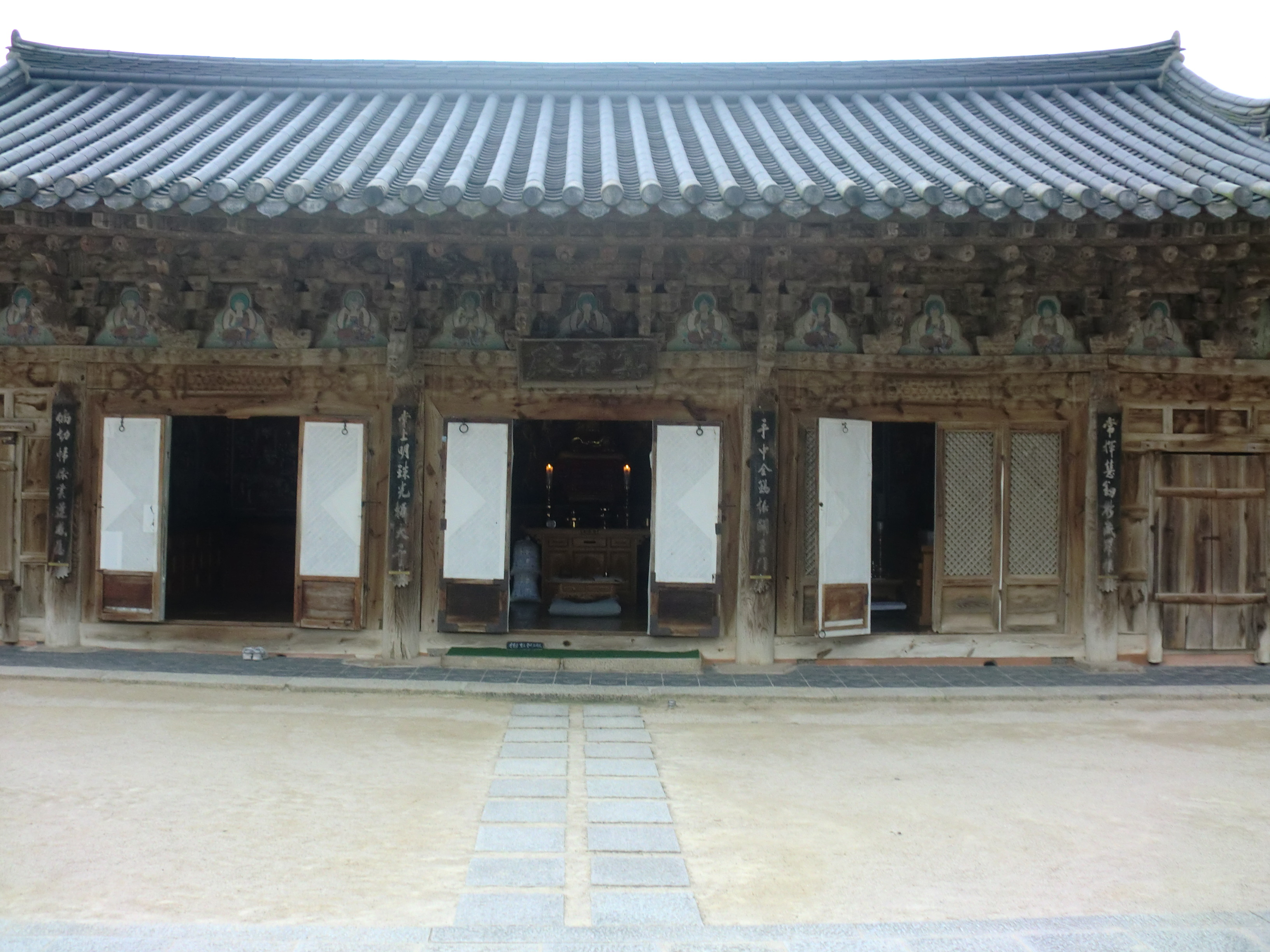
Myŏngbujŏn
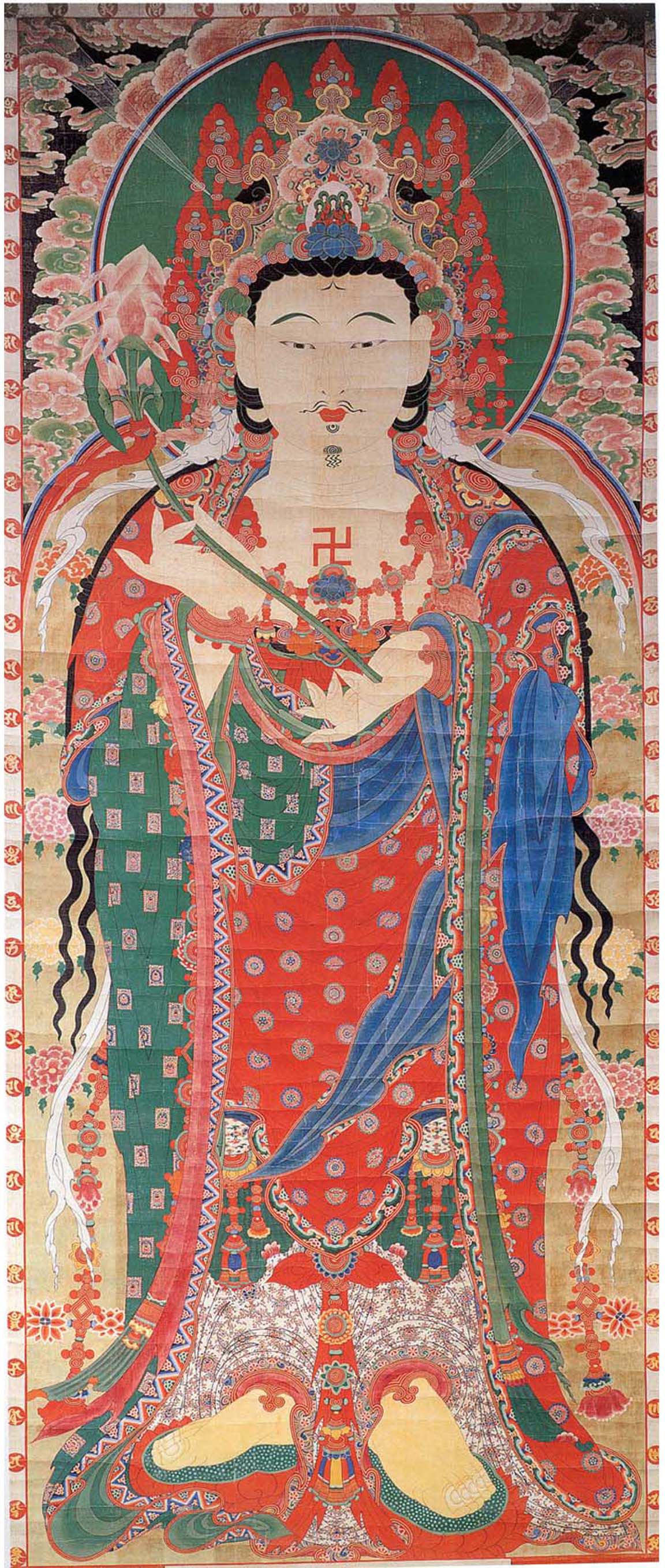
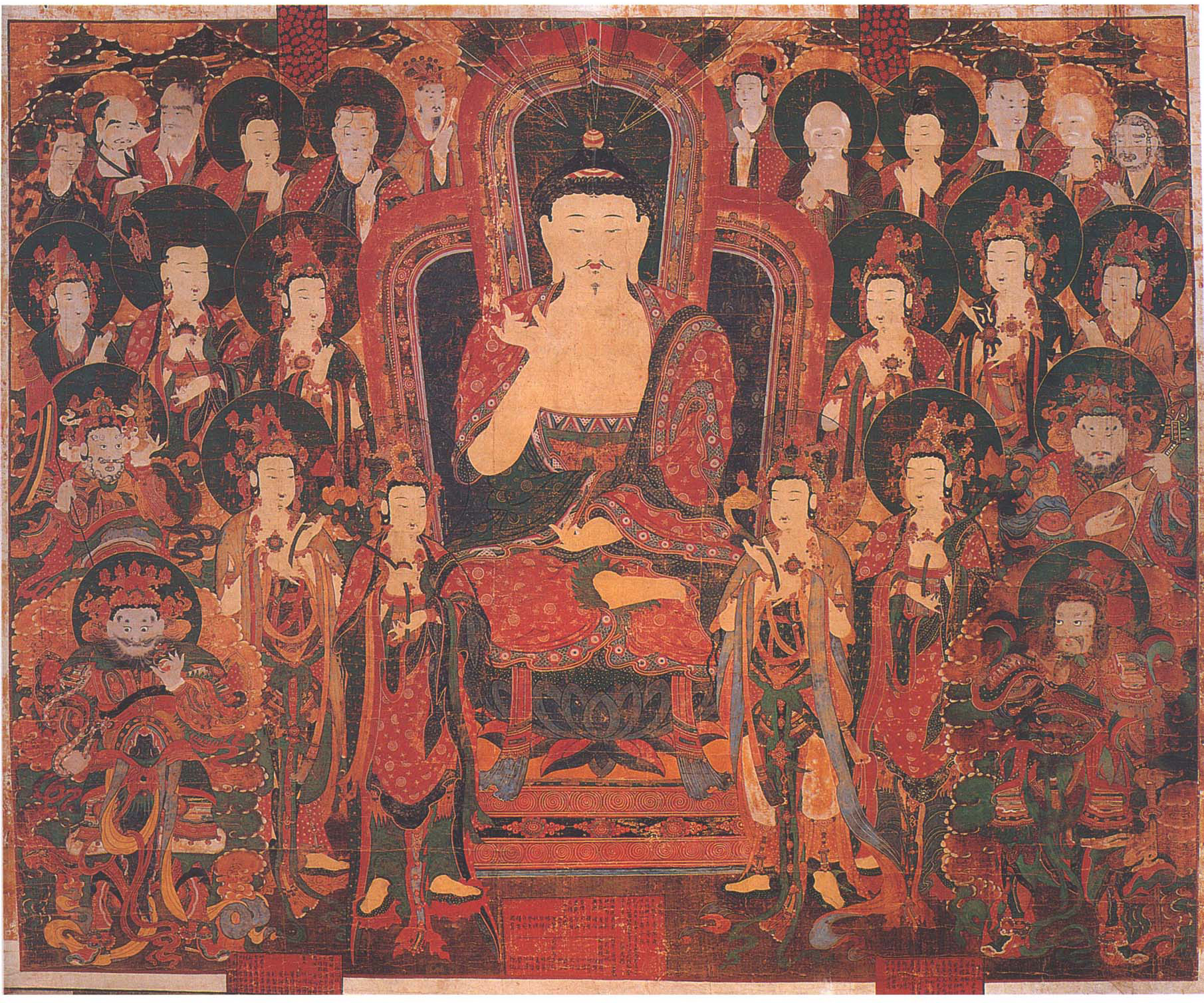
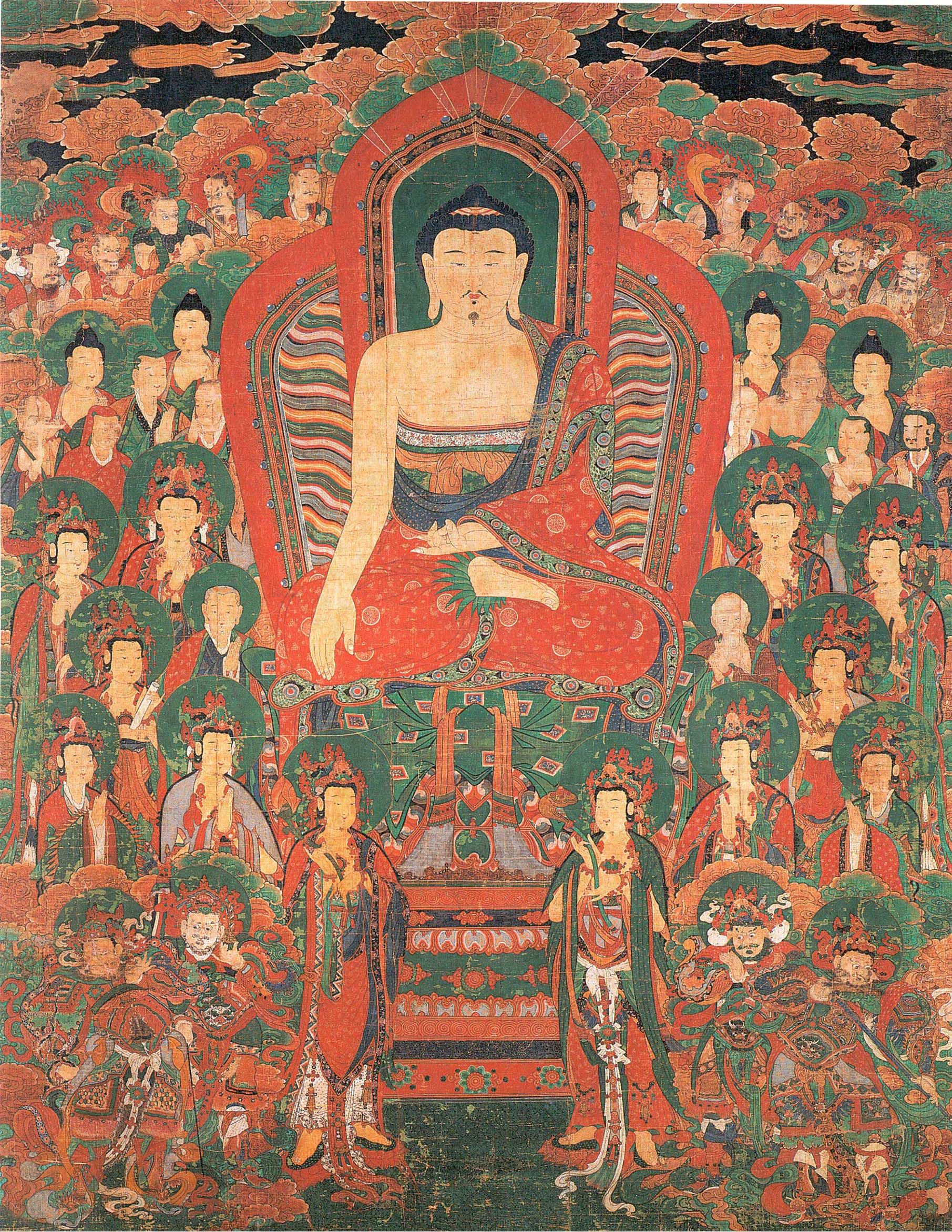